# 6371 Heinlein
6371 Heinlein (1985 GS) là một tiểu hành tinh vành đai chính được phát hiện ngày 15 tháng 4 năm 1985 bởi Bowell, E. ở Anderson Mesa, named for Dieter Heinlein.